# Barons
Barons är en ort i Kanada.   Den ligger i provinsen Alberta, i den södra delen av landet, 2 800 km väster om huvudstaden Ottawa. Barons ligger 962 meter över havet och antalet invånare är 315.
Terrängen runt Barons är platt, och sluttar västerut. Runt Barons är det mycket glesbefolkat, med 3 invånare per kvadratkilometer.. Närmaste större samhälle är Nobleford, 13,2 km söder om Barons.
Trakten runt Barons består till största delen av jordbruksmark.